# Михайлов, Евгений Александрович (пловец)
Евгений Александрович Михайлов (род. 1947) — советский пловец. Трёхкратный чемпион СССР. Участник Олимпиады 1968 года. Мастер спорта СССР международного класса.

## Биография
Выступал под флагом общества СКА (Полтава). Ученик заслуженного тренера УССР Михаила Владимировича Бричкова.
Специализировался в плавании брассом.
Чемпион СССР (1968) на дистанции 100 м и 200 м брассом. В 1970 году выиграл чемпионат на 200 м брассом.
Рекордсмен Советского Союза (1970) на 200 м брассом.
В 1968 году на Олимпийских играх в Мехико выступал на дистанциях 100 и 200 м брассом. Занял два 5-х места.